# Woodman (Wisconsin)
Woodman è un villaggio degli Stati Uniti d'America, situato in Wisconsin, nella contea di Grant.